# Echinopogon mckiei
Echinopogon mckiei är en gräsart som beskrevs av Charles Edward Hubbard. Echinopogon mckiei ingår i släktet Echinopogon och familjen gräs.
Artens utbredningsområde är New South Wales. Inga underarter finns listade i Catalogue of Life.